# PICMG
De PCI Industrial Computer Manufacturers Group, kortweg PICMG, is een consortium van meer dan 220 bedrijven die samenwerken om patentvrije specificaties te ontwikkelen voor hoogwaardige telecommunicatie en industriële toepassingen. De leden van het consortium zijn meestal pioniers op het gebied van nieuwe technologieën en kunnen terugkijken op vele jaren ontwikkelingservaring in hun branche.

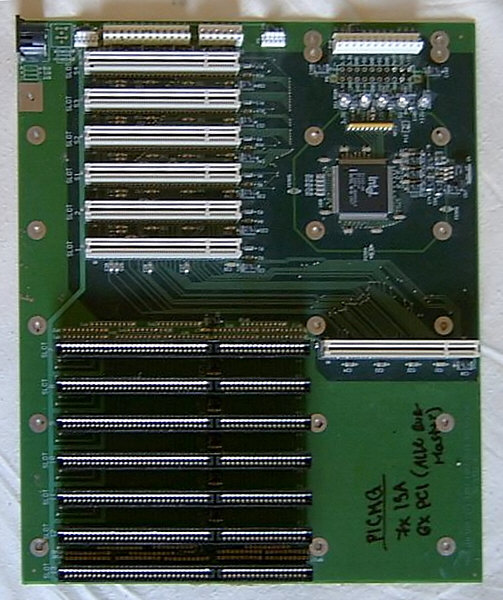
Een backplane voor industriële PC's (PICMG 1.0)

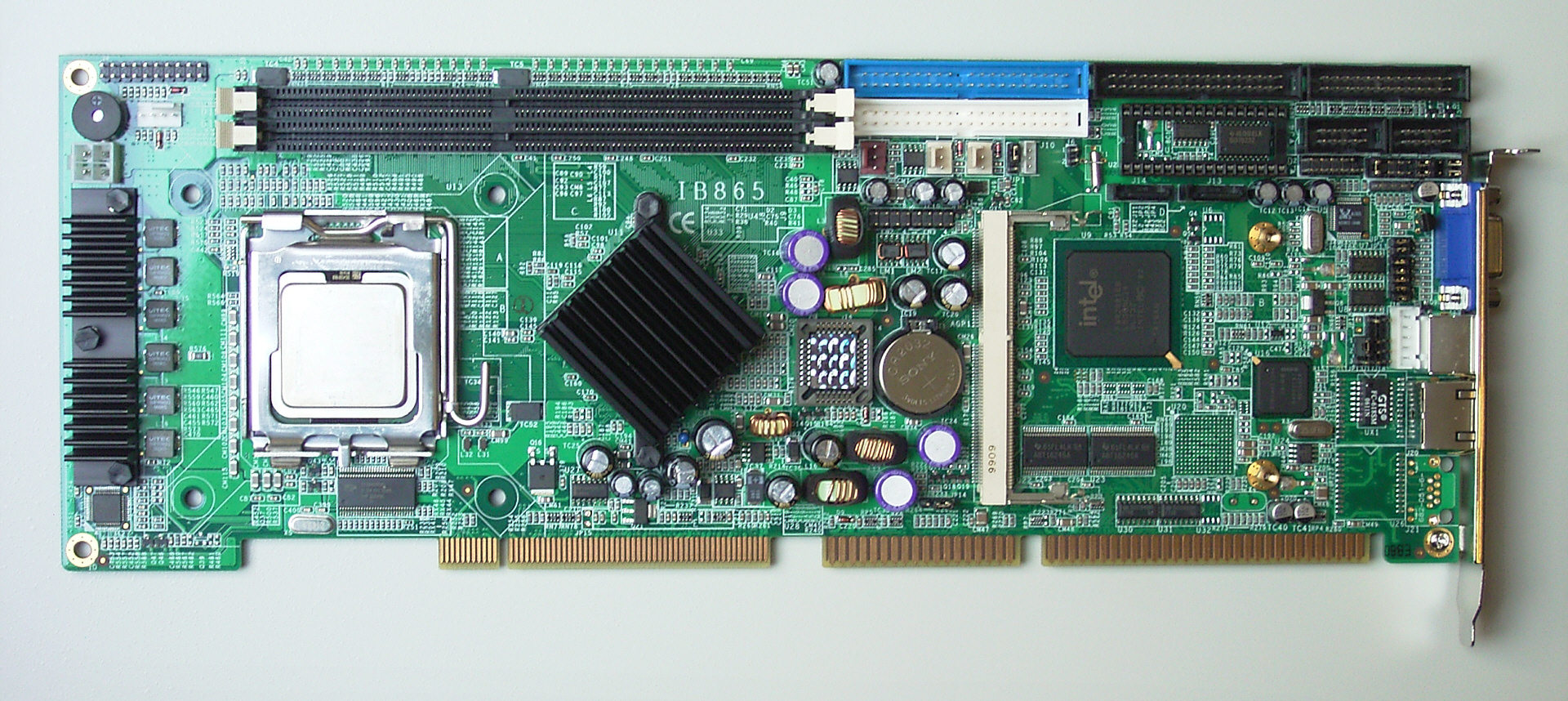
Socket 775 CPU-kaart (PICMG 1.0)

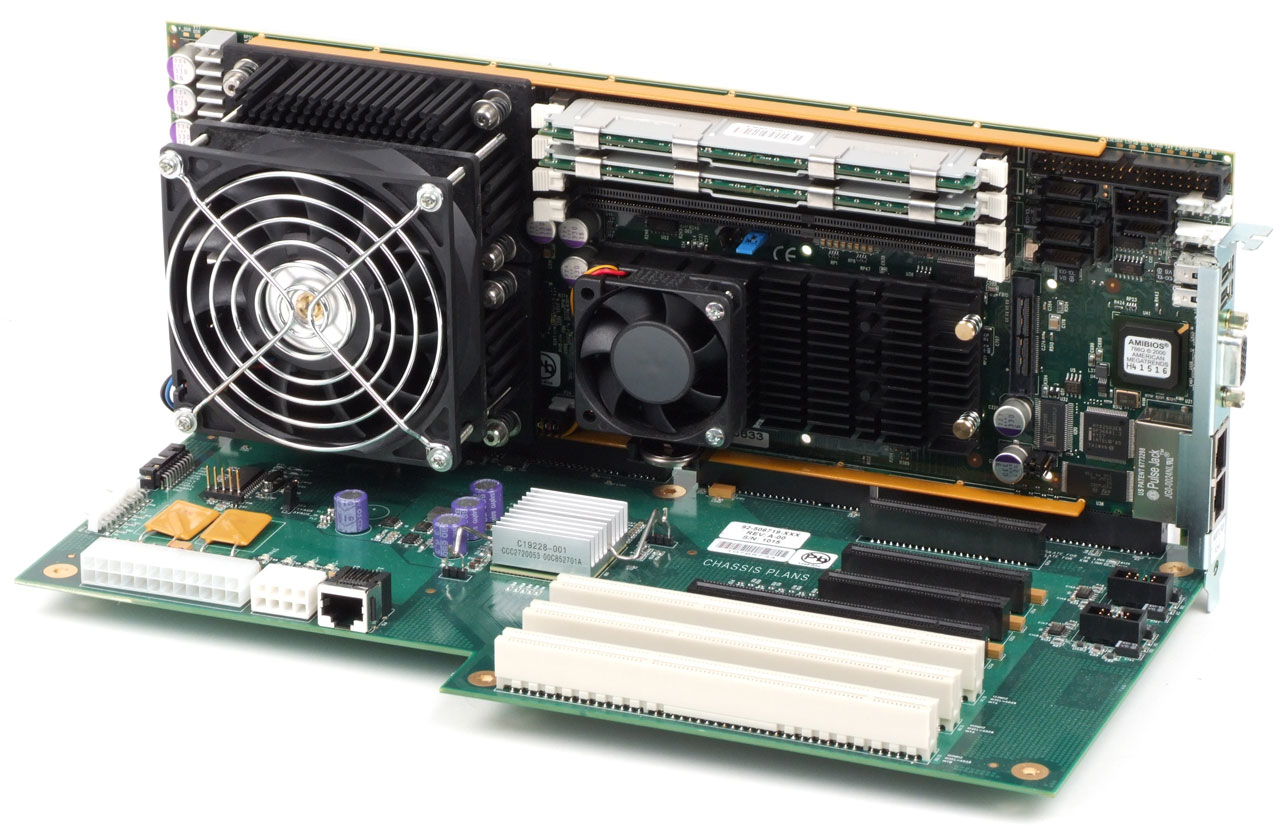
CPU-kaart op een backplane (PICMG 1.3)

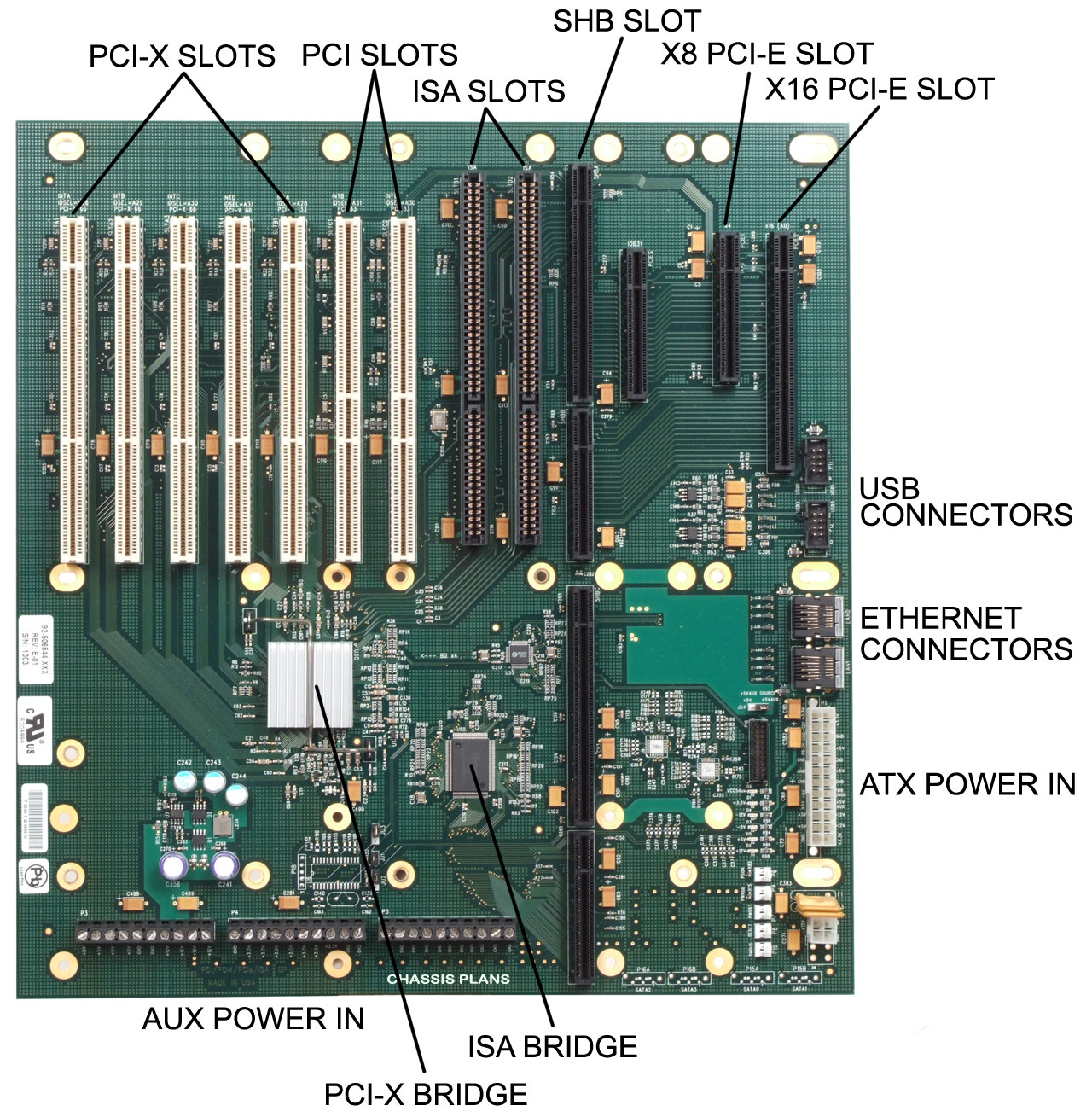
Backplane (PICMG 1.3)

Het consortium werd in 1994 opgericht met als taak de PCI-interfacestandaard verder te ontwikkelen en in nieuwe markten te introduceren. Daartoe worden richtlijnen voor open computerarchitecturen ontwikkeld en geïntroduceerd in de industriële, telecommunicatie- en militaire sector. Deze specificaties omvatten onder andere AdvancedTCA, AdvancedMC, MicroTCA, COM Express en CompactPCI. Ze definiëren vormfactoren van modules en computerbussen.
De volgende standaarden werden gepubliceerd:
| PICMG 1.0  | PCI/ISA                                                      |
| PICMG 1.1  | PCI/ISA Bridging                                             |
| PICMG 1.2  | PCI only                                                     |
| PICMG 1.3  | SHB Express                                                  |
| PICMG 2.0  | CompactPCI                                                   |
| PICMG 2.1  | CompactPCI Hot Swap                                          |
| PICMG 2.2  | CompactPCI VME64x                                            |
| PICMG 2.3  | CompactPCI PMC I/O                                           |
| PICMG 2.5  | CompactPCI Telephony                                         |
| PICMG 2.7  | Dual CompactPCI                                              |
| PICMG 2.9  | CompactPCI Management                                        |
| PICMG 2.10 | CompactPCI Keying                                            |
| PICMG 2.11 | CompactPCI Power Interface                                   |
| PICMG 2.12 | CompactPCI Hot Swap                                          |
| PICMG 2.14 | CompactPCI Multicomputing                                    |
| PICMG 2.15 | CompactPCI Telecom PMC                                       |
| PICMG 2.16 | CompactPCI Packet Switching Backplane (PSB)                  |
| PICMG 2.17 | CompactPCI Starfabric                                        |
| PICMG 2.18 | CompactPCI RapidIO                                           |
| PICMG 2.20 | CompactPCI Serial Mesh                                       |
| PICMG 2.30 | CompactPCI PlusIO                                            |
| CPCI-S.0   | CompactPCI Serial                                            |
| CPCI-S.1   | CompactPCI Serial Space                                      |
| EXP.0      | CompactPCI Express                                           |
| PICMG 3.0  | AdvancedTCA Base                                             |
| PICMG 3.1  | AdvancedTCA Ethernet                                         |
| PICMG 3.2  | AdvancedTCA InfiniBand                                       |
| PICMG 3.3  | AdvancedTCA StarFabric                                       |
| PICMG 3.4  | AdvancedTCA PCI Express                                      |
| PICMG 3.5  | AdvancedTCA RapidIO                                          |
| PICMG 3.7  | AdvancedTCA Base Extensions                                  |
| PICMG 3.8  | AdvancedTCA Rear Transition Module                           |
| AMC.0      | AdvancedMC Mezzanine Module                                  |
| AMC.1      | AdvancedMC PCI Express and AS                                |
| AMC.2      | AdvancedMC Ethernet                                          |
| AMC.3      | AdvancedMC Storage                                           |
| AMC.4      | AdvancedMC Serial RapidIO                                    |
| IRTM.0     | Intelligent Rear Transition Module                           |
| SFP.0      | System Fabric Plane                                          |
| SFP.1      | iTDM                                                         |
| COM.0      | COM Express Computer-on-module                               |
| CDG        | COM Design Guide                                             |
| MTCA.0     | MicroTCA                                                     |
| MTCA.1     | Air-cooled rugged MicroTCA                                   |
| MTCA.2     | Hybrid Air/Conduction Cooled MicroTCA                        |
| MTCA.3     | Hardened conduction-cooled MicroTCA                          |
| MTCA.4     | MicroTCA Enhancements for Rear I/O and Precision Timing      |
| HPM.1      | Hardware Platform Management IPM Controller Firmware Upgrade |
| HPM.2      | LAN-Attached IPM Controller                                  |
| HPM.3      | DHCP – Assigned Platform Management                          |